# Andre Green
Andre Jay Green (Solihull, 26 luglio 1998) è un calciatore inglese, attaccante del Rotherham Utd.

## Caratteristiche tecniche
È un'ala sinistra.

## Carriera

### Club
Cresciuto nel settore giovanile dell'Aston Villa, ha esordito in prima squadra il 13 marzo 2016 disputando l'incontro di Premier League perso 2-0 contro il Tottenham.
Impiegato sia con la prima squadra che con la formazione Under-23 per le successive due stagioni, il 29 agosto 2018 è stato ceduto in prestito al Portsmouth. Impiegato solamente in 6 occasioni, nel gennaio seguente è rientrato alla base dove ha giocato con continuità fino al termine della stagione.
Il 1º agosto seguente è passato in prestito annuale al Preston N.E.. Dato lo scarso impiego nel corso della prima parte di stagione, nel mercato di gennaio ha fatto rientro ai Villans per poi essere girato in prestito fino al termine della stagione al Charlton. In seguito gioca allo Sheffield Weds.
Nella stagione 2021-2022 gioca nello Slovan Bratislava, club della prima divisione slovacca, con cui esordisce anche nelle competizioni UEFA per club, prendendo parte alla fase a gironi della Conference League.

### Nazionale
Ha giocato nelle nazionali giovanili inglesi Under-19 ed Under-20.

## Statistiche
Statistiche aggiornate al 29 gennaio 2020.

### Presenze e reti nei club
| Stagione        | Squadra         | Campionato      | Campionato | Campionato | Coppe nazionali | Coppe nazionali | Coppe nazionali | Coppe continentali | Coppe continentali | Coppe continentali | Altre coppe | Altre coppe | Altre coppe | Totale | Totale | Totale |
| Stagione        | Squadra         | Comp            | Pres       | Reti       | Comp            | Pres            | Reti            | Comp               | Pres               | Reti               | Comp        | Pres        | Reti        | Pres   | Reti   |        |
| --------------- | --------------- | --------------- | ---------- | ---------- | --------------- | --------------- | --------------- | ------------------ | ------------------ | ------------------ | ----------- | ----------- | ----------- | ------ | ------ | ------ |
| 2015-2016       | Aston Villa     | PL              | 2          | 0          | FACup+CdL       | 0               | 0               |                    | -                  | -                  |             | -           | -           | 2      | 0      |        |
| 2016-2017       | Aston Villa     | FLC             | 15         | 0          | FACup+CdL       | 1+1             | 0               |                    | -                  | -                  |             | -           | -           | 17     | 0      |        |
| 2017-2018       | Aston Villa     | FLC             | 5          | 1          | FACup+CdL       | 1+1             | 0               |                    | -                  | -                  |             | -           | -           | 7      | 1      |        |
| ago. 2018       | Aston Villa     | FLC             | 4          | 0          | FACup+CdL       | 0+1             | 0               |                    | -                  | -                  |             | -           | -           | 5      | 0      |        |
| 2018-gen. 2019  | Portsmouth      | FL1             | 6          | 1          | FACup+CdL       | 2+0             | 2               |                    | -                  | -                  | FLT         | 4           | 2           | 12     | 5      |        |
| gen.-giu. 2019  | Aston Villa     | FLC             | 17         | 1          | FACup+CdL       | 0               | 0               |                    | -                  | -                  |             | -           | -           | 17     | 1      |        |
| 2019-gen. 2020  | Preston N.E.    | FLC             | 4          | 0          | FACup+CdL       | 0+2             | 1               |                    | -                  | -                  |             | -           | -           | 6      | 1      |        |
| gen.-giu. 2020  | Charlton        | FLC             | 3          | 1          | FACup+CdL       | 1+0             | 0               |                    | -                  | -                  |             | -           | -           | 4      | 1      |        |
| Totale carriera | Totale carriera | Totale carriera | 56         | 4          |                 | 10              | 3               |                    | -                  | -                  |             | 4           | 2           | 70     | 9      |        |

## Palmarès

### Club

#### Competizioni nazionali
- Campionato slovacco: 2

Slovan Bratislava: 2021-2022, 2022-2023